# Pfarrhaus (Steinkirchen)

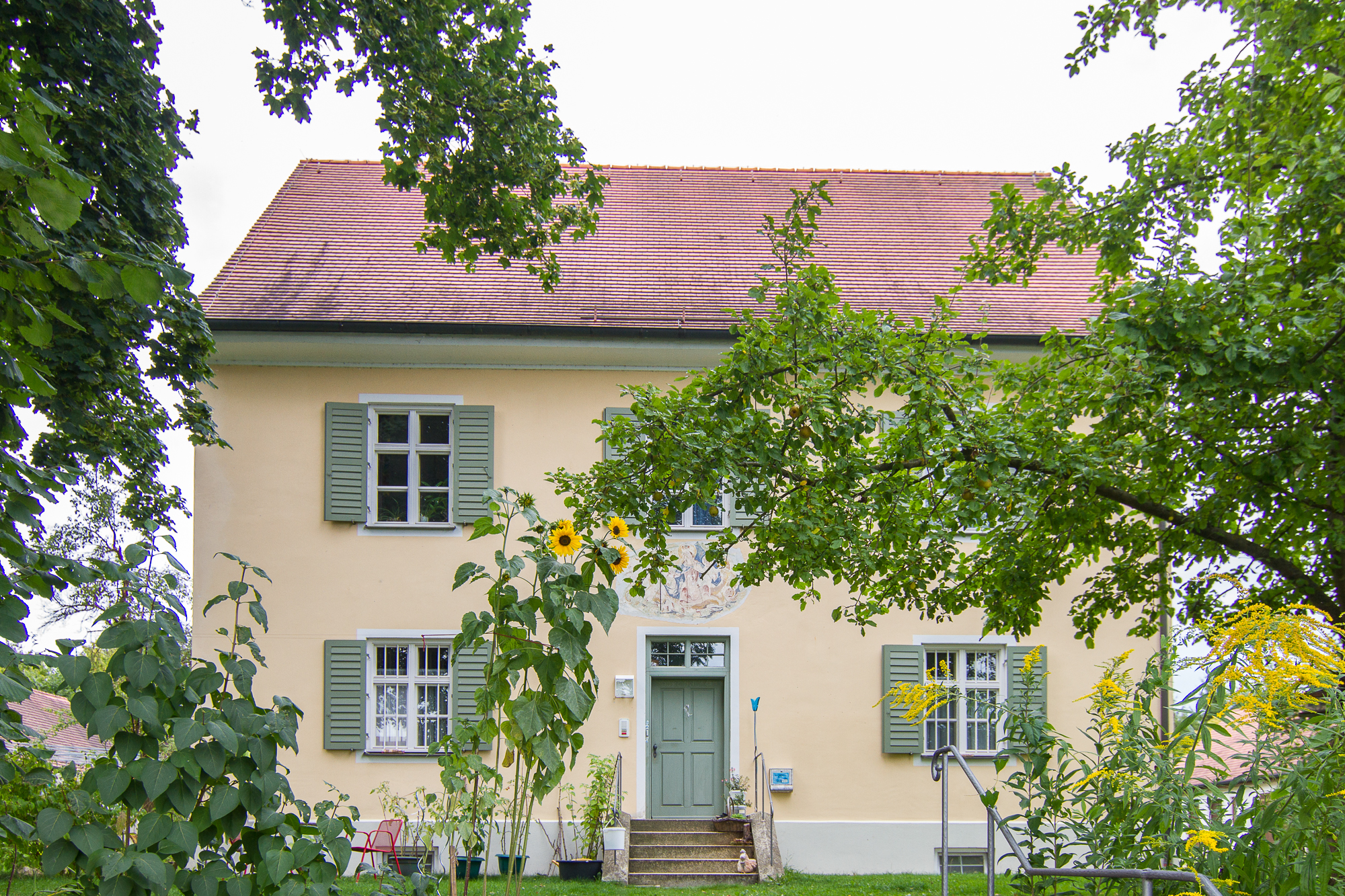
Ehemaliges Pfarrhaus in Steinkirchen

Das Pfarrhaus in Steinkirchen, einem Gemeindeteil von Reichertshausen im oberbayerischen Landkreis Pfaffenhofen an der Ilm, wurde in der ersten Hälfte des 19. Jahrhunderts errichtet. Das ehemalige Pfarrhaus an der Hauptstraße 26 ist ein geschütztes Baudenkmal.
Der zweigeschossige, traufseitige Steilsatteldachbau besitzt drei zu zwei Fensterachsen. An der Giebelseite ist noch der große Zugang zum zweigeschossigen Speicher vorhanden. 
Von dem ursprünglichen Pfarrhof, eine vierflügelige Anlage, ist nur noch das Pfarrhaus erhalten.